# Yann Caillère
Yann Caillère, né le 5 août 1953 à Casablanca au Maroc, est un chef d’entreprise français. Depuis le avril 2016, il est le cofondateur du groupe hôtelier Alboran Hotels & Hospitality ainsi que le fondateur et dirigeant de Yann Caillère Consulting.

## Biographie
Yann Caillère est né le 5 août 1953 à Casablanca au Maroc, il a vécu jusqu'en 1971 à Agadir.

### Parcours professionnel

#### Début de carrière
Après un début de carrière dans l’hôtellerie à l’international au Royaume-Uni, aux États-Unis et au Maroc, Yann Caillère rejoint Frantel en 1979.

#### Disneyland Resort Paris
En 1995, Yann Caillère rejoint Disneyland Resort Paris. Il y est successivement Directeur Général de l'hôtellerie de luxe et conventions, puis en 1997 Vice-président de la division hôtelière, directeur général délégué chargé des opérations. Devenu directeur général adjoint Opérations, il réorganise avec succès les opérations des parcs à thèmes, des hôtels et de Disney Village de Disneyland Resort Paris.

#### Louvre Hôtels
En 2004, Yann Caillère devient président du groupe Louvre Hôtels.
Il a pour mission d’accompagner le développement du groupe en Europe, et de renforcer sa position à la fois sur l’hôtellerie de luxe et l’hôtellerie économique.

#### Accor
En 2006, Yann Caillère rejoint Accor au poste de Directeur général de l'Hôtellerie France, Europe du Sud - Afrique - Moyen-Orient, et de Sofitel Monde, aux côtés de Gilles Pélisson, avec qui il travaillait chez Euro Disney. Il est également membre du comité exécutif du groupe Accor.
En 2009, Yann Caillère prend en charge l'Europe – le Moyen-Orient – l’Afrique, Sofitel Monde, la conception et de la construction pour l’Hôtellerie Monde du groupe.
En 2010, il est nommé Directeur général délégué chargé des Opérations monde.
En 2012, Il prend la présidence du conseil de surveillance de la société d’investissement et de gérance de la chaine d’hôtels du groupe Accor au Maroc Risma, dont il faisait partie depuis 2006.
Le 23 avril 2013, le conseil d’administration de Accor met fin au mandat de Denis Hennequin, met en place une gouvernance de transition, et nomme Yann Caillère, jusqu’alors Directeur général délégué, Directeur général.

#### Parques Reunidos
Le 20 décembre 2013, Yann Caillère est nommé à la direction générale du groupe espagnol Parques Reunidos afin de préparer l'introduction du groupe en bourse. Il prend ses fonctions le 8 janvier 2014.

#### Yann Caillère Consulting
En 2016, il crée sa société de conseil en hôtellerie et activités de loisirs. Il rejoint également, en tant que cofondateur, le groupe hôtelier Alboran, Hotels et Hospitality.

#### Groupe Pierre & Vacances-Center Parcs
Le 22 juillet 2019, Yann Caillère est nommé directeur général du Groupe Pierre & Vacances-Center Parcs. Sa prise de fonction est effective le 2 septembre 2019,,.

#### Conseils d'Administration
Yann Caillère a pris part à de nombreux Conseils d'Administration en parallèle des postes cités ci-dessus. En 2006, il devient membre du Conseil d'Administration du Club Med, du groupe Lucien Barrière, d'Adagio et d'Orbis Pologne. Il devient également Président du Conseil d'Administration de Risma Maroc. De 2013 à 2018, il est membre du Conseil d'Administration de la Compagnie du Ponant. Enfin en 2016, il prend part au Conseil d'Administration de Kempinski Hotels et devient membre du Conseil d'Administration et président non exécutif de QBIC Hotels.